# Juan Gaitán

## Biografía
Juan Gaitán Cabrera nació en Málaga en 1966, es periodista, poeta, narrador, crítico literario y profesor de Escritura Creativa.

## Trayectoria periodística
Sus primeros pasos en el periodismo los dio en el desaparecido 'El Diario de la Costa del Sol'. Llegó a la redacción en 1987 como meritorio, pasando en poco tiempo a ocupar plaza de redactor y, en 1988, la jefatura de sección de información local.
En enero de 1990 se incorpora a la redacción del también desaparecido “El Sol del Mediterráneo”, donde compatibilizó su trabajo como redactor especializado en política con la dirección del suplemento dominical humorístico 'La Luna'. Durante su permanencia en este periódico fue enviado especial a la guerra del Golfo. Al mismo tiempo, colabora asiduamente con la desaparecida Antena 3 de radio y con algunas revistas de ámbito nacional, como Tribuna o “Interviú.
En enero de 1991 se incorpora de nuevo al Diario de la Costa del Sol, otra vez como jefe de sección, donde permanecerá hasta su cierre, el 28 de julio de 1992. Inmediatamente pasa a formar parte del equipo fundacional del Diario Málaga-Costa del Sol, siendo nombrado redactor jefe. A los seis meses de la salida del periódico, y por discrepancias con la empresa editora, abandona el proyecto.
Pocos días después comienza a trabajar en la cadena SER para, antes de un año (noviembre de 1993) incorporarse como jefe de informativos al equipo que creará RTV 340, en Mijas. Dos años después regresa a Málaga capital para crear la revista 'Málaga Variaciones', en la que ocupa el cargo de redactor jefe durante cinco años, simultaneándolo con la corresponsalía de la revista 'Tiempo', que mantuvo durante casi dos décadas.
En 1999, con la aparición del periódico La Opinión de Málaga, comienza una colaboración semanal como articulista, que luego se extendió a todos los periódicos del Grupo Prensa Ibérica, y que sigue manteniendo. En octubre de 2001 deja 'Málaga Variaciones' y es nombrado jefe del Gabinete de Prensa y Protocolo de la Mancomunidad de Municipios de la Costa del Sol Occidental, cargo que desempeña en la actualidad. Al mismo tiempo, comienza a colaborar como crítico literario con la Cadena SER y con la revista Mercurio, del Grupo Planeta. Tras el cierre de 'Mercurio', sus reseñas literarias comienzan a aparecer en el suplemento de libros de La Opinión de Málaga y muchas de ellas son recogidas también por el resto de periódicos del Grupo Prensa Ibérica. En cuanto a la Cadena SER, mantiene una columna hablada semanal en la emisora de la Costa del Sol.
En septiembre de 2005 le fue otorgado el Premio José María Pemán de Periodismo y en noviembre de 2006 recibió el premio Ateneo – Universidad de Málaga de Periodismo. También le fue concedida la “Medalla de Honor del Periodista”. En 2024 ganó el premio de artículos periodísticos José Luis Tobalina Cuerda organizado por el Ateneo José Román de Algeciras y la familia Tobalina.

## Trayectoria literaria
En cuanto a su actividad literaria, comenzó en 1996, con la publicación de la novela 'Hombres de Luz' (Editorial Clave), y que ganó el “L Premio Internacional de Literatura de la Comunidad Israelita de Serbia”. En 1999 publica su segunda novela, 'El Columbario' (Editorial Málaga Digital); y en 2001 la guía turística 'Vive y descubre Málaga' (Editorial Everest).
En noviembre de 2002 publica su libro de relatos 'Angélicas y Diabólicas', editado por el Ateneo de Málaga, y en noviembre de 2005 aparece 'Memorias de un equilibrista' (Traspiés Ediciones). En diciembre de 2007 publica la novela 'Donde las nubes dan sombra', y en 2008 escribe junto a Agustín Lomeña el libro de turismo 'Reencontrar la Costa del Sol'. Después de un largo silencio editorial, en 2016 aparecen dos obras suyas, el libro de relatos 'Ciudad violeta' y la novela 'Wolframio'. En 2019 se publica la que hasta ahora es su última novela, 'Aware'. También el 2019 obtuvo el premio de Relato de la UNED.
Como poeta, ha publicado cuatro poemarios, 'Caligrafía del lunes', 'El orden de los días', 'Animal Azul' y 'Cronomaquia', además de la plaquette 'Juglaría'. Obtuvo el Premio Internacional de Poesía “Cortijo La Duquesa” en su edición de 2016 y el primer premio del XXI Certamen Literario Al-Ándalus de Poesía de Burgos, en 2024.
Poemas suyos se han recogido en diferentes antologías poéticas nacionales e internacionales junto a autores de la talla de los premios Nobel de Literatura Seamus Heaney y José Saramago. 
El 2 de octubre de 2022 se estrenó la obra que escribió junto a Antonio Manuel Rodríguez Ramos, titulada "El collar de Azahara", en el Salón Basilical de Medina Azahara, para celebrar el que sería el último cumpleaños de Antonio Gala, renombrado poeta del amor, y el milenario de El collar de la paloma de Ibn Hazm, el más hermoso tratado de amor jamás escrito. Esta obra une por un extremo a los dos autores, poetas mellizos separados por mil años, Ibn Hazm y Antonio Gala, y por el otro, a dos ciudades, mellizas también: Medina Azahara y Medina Azahira. La obra también fue teatralizada en Frigiliana durante el XVII Festival de las Tres Culturas en agosto de 2024.

## Docencia y Ateneos de Andalucía
Es miembro del Ateneo de Málaga desde hace más de 25 años, ha formado parte de las tres últimas juntas directivas, en la última como vocal de Publicaciones y director de la revista ANS. Ha sido presidente de la Federación Ateneos de Andalucía desde abril de 2020 hasta marzo de 2024.Actualmente es vicepresidente.
En su faceta docente, ha sido reseñado por la Revista de la Universidad de Málaga, y es profesor de Escritura Creativa, habiendo impartido talleres durante casi dos décadas.